# Адам Ворлок
Адам Ворлок (англ. Adam Warlock), спочатку був відомий як Він (англ. Him) — вигаданий персонаж з коміксів американського видавництва Marvel Comics. Його перша поява відбулась у «Fantastic Four» #66 (вересень 1967), в коконі, та #67 (жовтень 1967), у гуманоїдній формі. Створений сценаристом Стеном Лі та художником Джеком Кірбі.
Дебютувавши в Срібному столітті коміксів, персонаж протягом чотирьох десятиліть з'являвся в коміксах Marvel. Найбільш відомими є його появи в «Marvel Premiere» і «Strange Tales», також він з'являвся в п'яти однойменних томах і декількох обмежених серіях. Згодом Адам Ворлок з'являвся також в інших продуктах Marvel Comics, таких як анімаційні серіали та відеоігри.

## Історія публікацій

### 1960-1970-ті
Персонаж дебютував у Fantastic Four # 66-67 (Вересень — Жовтень, 1967) в історії, написаній Стеном Лі та проілюстрованій Джеком Кірбі. Після наступної появи «Чоловіка» в Thor # 165—166 (Червень — Липень 1969) сценарист, а потім і головний редактор Marvel Рой Томас та художник Гіл Кейн значно переглянули концепцію персонажа, перетворивши його на свого роду алегоричного месію Адама Ворлока, який вперше з'явився в Marvel Premiere (квітень, 1972).

## Біографія

### Походження, метаморфоза і смерть
Адам — творіння вчених з банди «Анклав». Ворлок був прототипом солдата, з яких вони хотіли створити армію для завоювання світу. Формуючись в коконі, Адам почув плани своїх господарів і, повставши проти них, полетів у космос після зіткнення з Тором.
Там він зустрів Вищого Еволюціонера — чоловіка, який знав, як керувати загальним розвитком, і який створив світ під назвою Контр-Земля. Еволюціонер мріяв про планету, повністю позбавленої зла, але Людина-Звір переніс темряву навіть до його чистого світу. Новий знайомий дав Ворлоку Камінь Душі і той почав боротьбу зі лиходієм. Однак Адам виявився не в силах викорінити зло на Контр-Землі, і тому він вирушив захищати добро в інші місця.
Під час своїх космічних мандрів Ворлок зіткнувся з Церквою Вселенської Істини, міжгалактичною релігійною організацією, якою керував корумпований Магус. Ворлок сформував союз з тролем Піпом, убивцею Ґаморою, а також роботодавцем і прийомним батьком Ґамори, тираном Таносом, щоб протистояти Магусу. Зрештою Адам дізнався, що Магус — це майбутнє втілення його самого, який ставши божевільним подорожував у часі і просторі за допомогою Каменя Душі. Танос допоміг Адаму проникнути у свідомість Магуса, а потім здійснити подорож у майбутнє і зупинити себе перш ніж маніпуляції Посередника привели до народження Магуса Ворлок продовжив свої мандри, усвідомлюючи, що він бачив власну смерть, але не знаючи, коли вона відбудеться.
Коли Незнайомець спробував вкрасти Камінь Душі Ворлока, той опанував інші п'ять пов'язаних каменів. Танос заволодів усіма п'ятьма каменями аби знищити Сонце Землі. Коли Танос завдав смертельної шкоди Піпу і Ґаморі, Ворлок забрав їх душі з метою покласти край їх стражданням. Потім Ворлок об'єднався з Месниками, Капітаном Марвелом та Місячним Драконом, щоб зупинити Таноса. Під час битви з'явилася молодша сутність Ворлока і забрала душу старшого Ворлока. Усередині Каменя Душі Адам возз'єднався з Піпом і Ґаморою в утопії, відомій як Світ Душ. Він був тимчасово звільнений звідти, щоб перетворити Таноса на камінь і врятувати Землю.

### Відродження

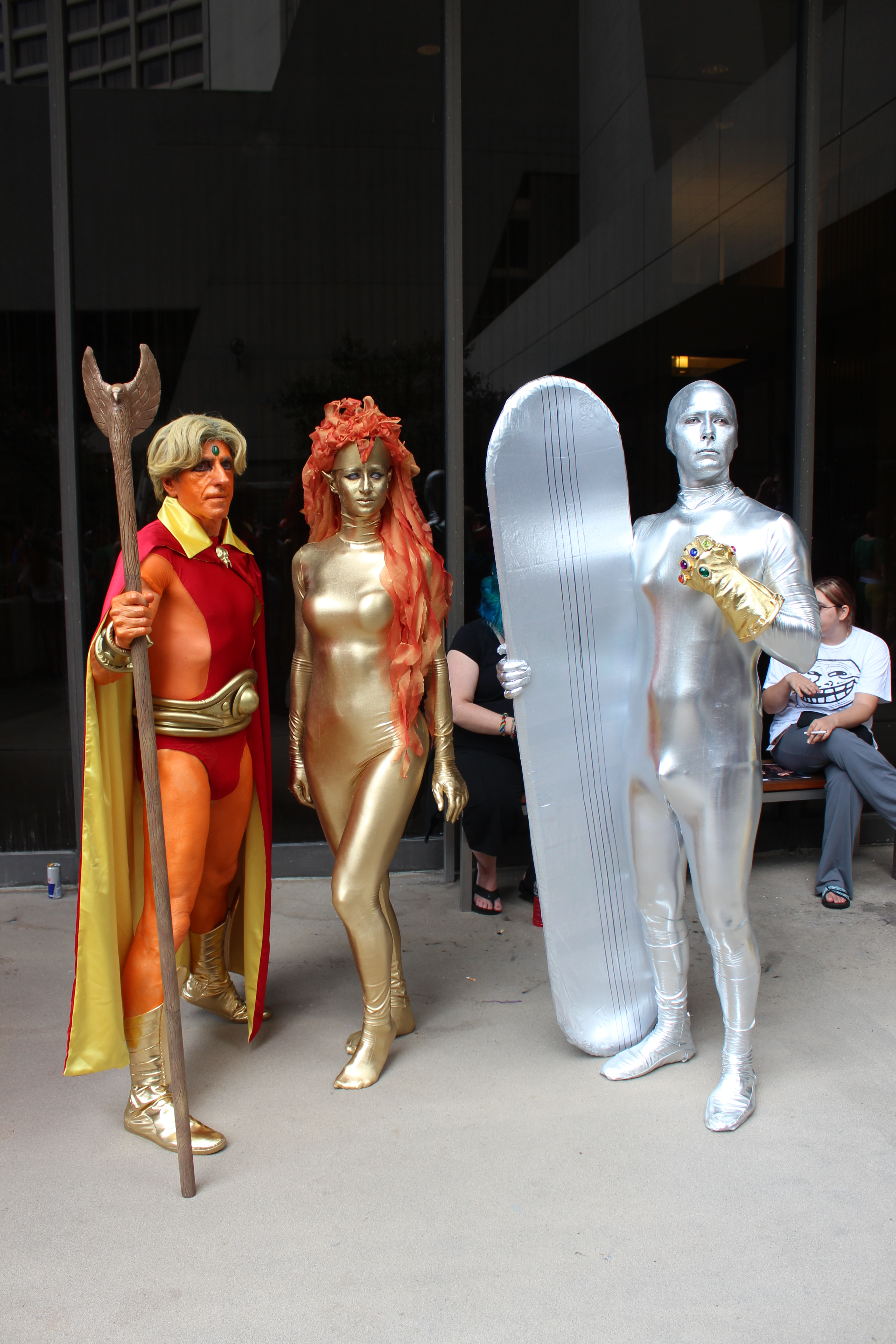
Косплей персонажів Marvel, зліва направо: Адам Ворлок, Нова та Срібний Серфер на Dragon Con 2012

Після свого воскресіння, Танос знову зібрав всі Камені Нескінченності, об'єднавши їх в Рукавицю Нескінченності. Коли Срібний Серфер і Дракс Руйнівник боролися проти Таноса, він заточив їх у Камінь Душі. У Світі Душ Срібний Серфер зустрів Адама Ворлока і знову просив його допомоги в битві з Таносом. Ворлок погодився, а Піп і Ґамора вирішили піти за ним. Ворлок створює собі і своїм друзям нові тіла, а потім очолює героїв Землі, перемігши Таноса.
Ворлок отримує Рукавицю і стає наймогутнішою істотою у всесвіті. Живий Трибунал, чиї сили перевищують можливості Адама Ворлока, переконує його, що Камені необхідно розділити один від одного і пропонує Ворлоку віддати їх тим, кого він вважатиме гідним. Ворлок залишає собі Камінь Душі, а решту розділяє між Піпом, Ґаморою, Драксом, Місячним Драконом і Таносом, який був прощений. Він організував групу Дозор Нескінченності, що спостерігає за її елементами — Каменями.
Недовге володіння Рукавицею Нескінченності змусило Адама стерти межу в своїй душі між добром і злом, оскільки тільки істота абсолютної логіки могла використовувати міць Рукавиці. Так на світ з'явилися втілення злих і добрих спонукань Адама. Злою частиною став Магус, а доброю Богиня. Деякий час вони протистояли один одному, борючись за вплив над всесвітом. Щоб зупинити їх, Адам звернувся за допомогою до Спостерігачів та інших супергероїв, після чого заточив їх у Камінь Душі.
Згодом Камені Нескінченності були вкрадені Руне, вампіром з паралельного всесвіту. Ворлок вирушив на перехоплення Руне. Він повернув Камені і попрямував до рідного всесвіту.
Згодом Ворлок ще кілька разів допоміг врятувати всесвіт, в тому числі від загрози від клонів Таноса, Серця Всесвіту і Міжпросторового голоду.

### Анігіляція: Завоювання
Місячний Дракон та Філа-Велл повернули Ворлока для битви з «Фалангою». Після того, як група була розбита, Адам Ворлок приєднався до сучасного складу команди Вартових Галактики. Під час спроби виправити тимчасову паралель він перетворився на Магуса і загинув. Магус відтворив і очолив Церкву Вселенської Істини. Магус уклав союз з Лордом Мар-Велом, однак згодом його було вбито. Церква Вселенської Істини повернула Магуса до життя у вигляді дитини, проте того було швидко спіймано і поміщено до в'язниці під наглядом Аннігіляторів. Він потрапляє в кокон, щоб знову відродитися.
Пізніше Танос виявляє душу Адама Ворлока у сховищі смерті і матеріалізує її в реальний світ, створивши йому нове тіло. Адам супроводжує Таноса в його мандрах. В ході цієї подорожі, Адам Ворлок був замінений іншим Адамом Ворлоком з паралельного всесвіту, який виявився набагато сильнішим.

## Сили і здібності
Як «Чоловік», персонаж володіє надлюдськими здібностями: сила, швидкість, міцність, спритність, здатність маніпулювати космічною енергією для проєктування енергії, левітація і відновлення сил (наприклад створення кокона для самозбереження і регенерації). Проте, йому довелося пожертвувати більшістю цих сил, оскільки він передчасно покинув кокон, щоб захистити Вищого Еволюціонера. Для компенсації той дав йому Камінь Душі. Камінь Душі дає Адаму здатність забирати душі ворогів або вершити суд над ними, вирішуючи їх подальшу долю. Крім іншого під час останнього перебування в коконі, Адам став «Квантовим магом», отримавши можливість використовувати величезну кількість містичної і космічної енергії.

## Альтернативні версії

### Магус
Відомі три інкарнації Магуса.
Перший Магус був злою версією справжнього Адама Ворлока, який подорожував крізь час і простір, що врешті решт звело його з розуму. Він заснував релігійну імперію під назвою Церква Вселенської Істини. Для досягнення власного існування він відправив Адама Ворлока на завдання, виконання яких дозволило б Адаму стати Магусом. За допомогою Таноса Ворлок змінив своє майбутнє, що призвело до зникнення Магуса.
Коли Адам Ворлок заволодів Рукавицею Нескінченності, він вигнав зло і добро зі своєї душі, які здобули тілесні форми. Зла половина назвала себе Магусом, її метою стало отримання Рукавиці Нескінченності. Він був спійманий Ворлок у Камінь Душі. Проте, Магус поглинув життєву енергію інших мешканців Світу Душ, повернувши собі матеріальне тіло. Він був переможений Геніс-Веллом. У відповідь Магус поранив Місячного Дракона і сказав, що їй судилося стати його рабинею.
Ворлок знову перетворився на Магуса, коли намагався відновити просторово-часовий континуум. Він працював на злого Лорда Мар-Велла і загинув на завданні. Пізніше він був відроджений Церквою Вселенської Істини в образі дитини, проте був швидко схоплений і поміщений під нагляд Аннігілятора.

### Богиня
Богиня є фізичним втіленням доброї сутності Адама Ворлока, яка відокремилася від нього, коли той був власником Рукавиці Нескінченності. Вона є головним антагоністом обмеженої серії Infinity Crusade, що публікувалася в 1993 році. Вона збирає кілька Космічних Кубів і перековує їх на Космічне Яйце. Використовуючи свої повноваження, Богиня відтворила Контр-Землю, назвавши її Раєм Омега. Коли Ворлок і герої Землі дізналися, що вона хоче знищити все, що несе гріх, вони повстали проти неї. У підсумку вона була укладена в Камінь Душі.

### Earth X
В обмеженої серії Earth X Мар-Велл є дитиною, яка увібрала у себе деякі риси Адама Ворлока.

## Поза коміксами

### Телебачення
- Адам Ворлок з'являється в мультсеріалі «Срібний Серфер» в епізоді «Вічна війна», де його озвучив Олівер Беккер[39].
- Дейв Боат озвучив Адама Ворлока в мультсеріалі «Супергеройський загін»[40].
- У мультсеріалі «Месники. Могутні герої Землі» Адама Ворлок озвучив Кірк Торнтон[41]. Він з'являється як член Вартових Галактики.
- Адам Ворлок знову повертається в 10-й серії 2-го сезону Вартових Галактики (2015—2016 рр). Відроджується з невідомого кокона і від сплесків енергії дуже швидко росте і залишає Землю, щоб іншу частину свого шляху подолати самому. За його спогадом Центуріони Нови є важливими для безпеки Адама: знищувати його злу силу і допомагати якщо він не потрапить на злу сторону. Врешті решт, Ясону разом зі своєю командою Чорного Ордена (Орден Нова) все таки вдалося перетворити Адама Ворлока на Магуса, але Правоохоронці Галактики перемагають його, Адам стає собою і перетворюється на кокон. Нова версія раси Ґрута ховають його в надії якщо все таки спробують його відродити, але не так як це сталося.

### Кіно
- Адам Ворлок з'являється як безсловесний камео в повнометражному мультфільмі «Планета Галка»[42].

#### Кіновсесвіт Марвел
- У фільмі «Вартові Галактики. Частина 2» у додатковій сцені, Аїша, верховна жриця Суверена показує на якийсь пристрій, кажучи, що це новий тип родової капсули, де міститься її дитя, новий щабель їх еволюції, здатний знищити Вартових Галактики. В кінці вона називає його Адамом.
- У жовтні 2021 року оголосили, що Адам Ворлок з'явиться у фільмі «Вартові Галактики. Частина 3», де його зіграє Вілл Поултер[43]

### Відеоігри
- Адам Ворлок з'являється в кінцівці Джаггернаута з гри «Marvel Super Heroes».
- Адам Ворлок і Магус з'являються в грі «Marvel Super Heroes: War of the Gems»[44].
- Адам Ворлок з'являється в грі «Marvel Pinball».
- З'являється як неігровий персонаж у грі «Marvel Heroes».
- З'являється як ігровий персонаж у мобільній онлайн грі «Marvel Future Fight».
- З'являється як ігровий персонаж у мобільній онлайн грі «Marvel Strike Force».
- З'являється як неігровий персонаж у грі "Marvel's Guardians of the Galaxy" як один з ключових сюжетних героїв.

## Колекційні видання
- Marvel Masterworks Warlock (тверда обкладинка):
  - Volume 1 (включає Marvel Premiere # 1-2, Warlock # 1-8 і The Incredible Hulk # 176—178), 273 сторінки, січень 2007, ISBN 0-7851-2411-X
  - Volume 2 (включає Strange Tales # 178—181, Warlock # 9-15, Marvel Team-Up # 55, The Avengers Annual # 7, Marvel Two-In-One Annual # 2), 320 сторінок, червень 2009 ISBN 0- 7851-3511-1
- Essential Warlock Volume 1 (включає Marvel Premiere # 1-2, Warlock # 1-15, The Incredible Hulk # 176—178, Strange Tales # 178—181, Marvel Team-Up # 55, Avengers Annual # 7, і Marvel Two- In-One Annual # 2), 567 сторінок, 2012 ISBN 0-7851-6331-X
- Infinity War (включає Infinity War limited series; Warlock and the Infinity Watch # 7-10; Marvel Comics Presents # 108—111), 400 сторінок, Грудень 2006, ISBN 0-7851-2105-6
- Infinity Crusade :
  - Volume 1 (включає Infinity Crusade # 1-3, Warlock Chronicles # 1-3, Warlock and the Infinity Watch # 18-19), 248 сторінок, листопад 2008, ISBN 0-7851-3127-2
  - Volume 2 (включає Infinity Crusade # 4-6, Warlock Chronicles # 4-5, Warlock and the Infinity Watch # 20-22), 248 сторінок, березень 2009 ISBN 0-7851-3128-0
- Thor: Blood and Thunder (включає Thor # 468—471, Silver Surfer # 86-88, Warlock Chronicles # 6-8, Warlock and the Infinity Watch # 23-25), 336 сторінки, липень 2011, ISBN 978-0-7851 -5094-7